# منطقه سومالی
منطقه سومالی (به لاتین: Somali Region) یک منطقه در اتیوپی است که در جنوب این کشور واقع شده‌است. منطقه سومالی ۳۲۷٬۰۶۸ کیلومتر مربع مساحت و ۱۰٬۱۳۴٬۶۰۶ نفر جمعیت دارد.